# Schwendibach

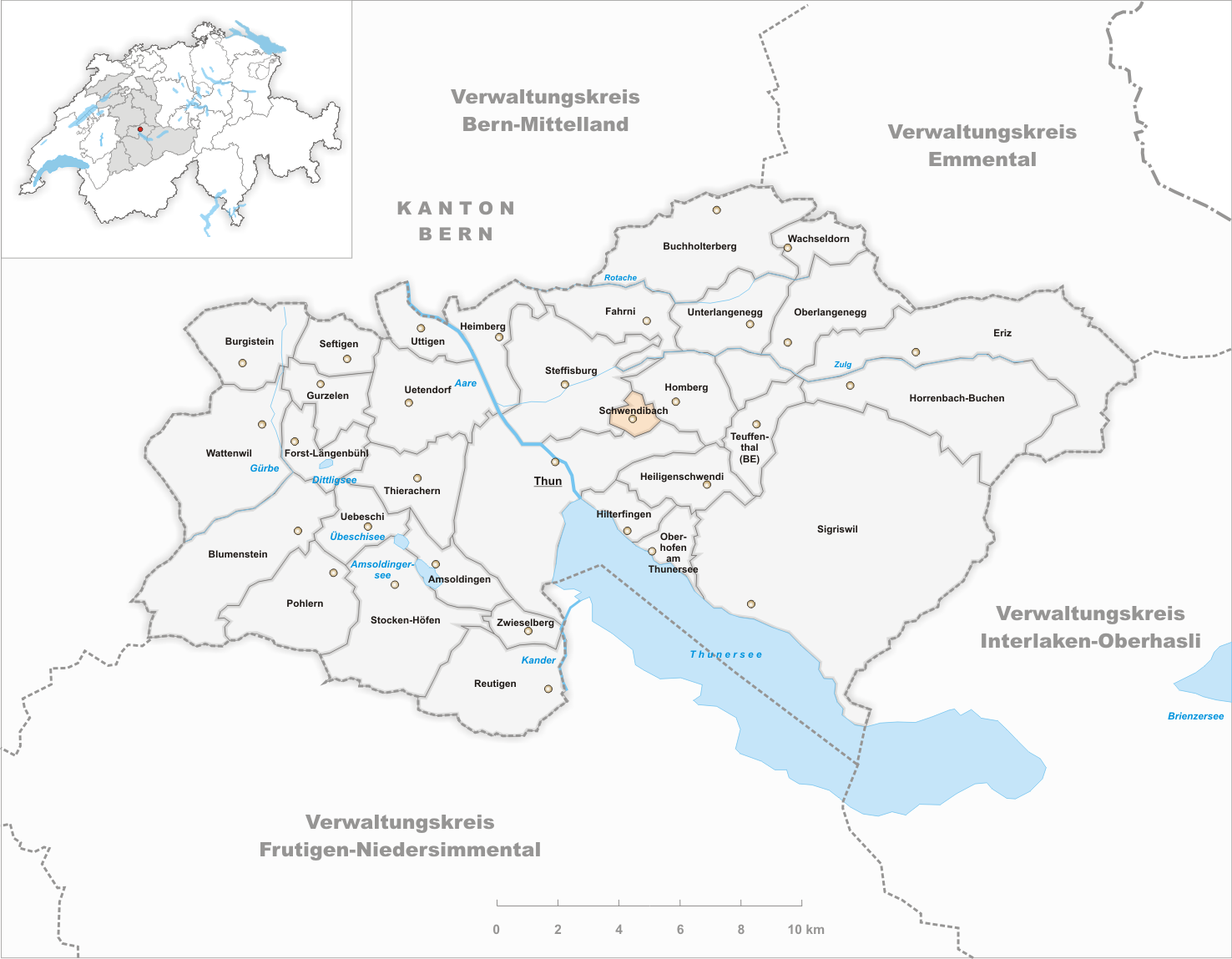
Gemeindestand vor der Fusion am 1. Januar 2020

Schwendibach ist eine Ortschaft in der politischen Gemeinde Steffisburg im Verwaltungskreis Thun des Schweizer Kantons Bern. Bis zum 31. Dezember 2019 war Schwendibach eine eigene politische Gemeinde. Am 1. Januar 2020 fusionierte sie zur Gemeinde Steffisburg.

## Geographie
Der Ort liegt an einem nordwärts abfallenden Hang südlich der Zulg im unteren Zulgtal. Er befindet sich gleich östlich der Stadt Thun und ist die flächenmässig kleinste Gemeinde des ganzen Verwaltungskreises. Es gibt kein Dorfzentrum. Vom gesamten Areal der Ortschaft von 149 ha werden 71,5 % landwirtschaftlich genutzt. Weitere 17,9 % – vor allem an der südlichen Gemeindegrenze – sind von Wald und Gehölz bedeckt und 10,6 % Siedlungsfläche.
Schwendibach grenzt im Süden an die Stadt Thun, im Westen und Nordwesten an den Ortsteil Steffisburg und im Nordosten und Osten an Homberg.

## Bevölkerung
Ende 2005 zählte der Ort 252 Bewohner.

### Sprachen
Die Bevölkerung spricht im Alltag eine hochalemannische Mundart, die zu den Dialekten des Berndeutschen gehört. Bei der letzten Volkszählung im Jahr 2000 gaben 98,47 % Deutsch, 0,76 % Französisch und 0,38 % Italienisch als Hauptsprache an.

### Religionen – Konfessionen
In früheren Zeiten gehörte die gesamte Einwohnerschaft zur Evangelisch-reformierten Landeskirche. Durch Zuwanderung aus anderen Regionen der Schweiz und dem Ausland und Kirchenaustritte hat sich dies geändert. Im Jahr 2000 waren 85,11 % evangelisch-reformierte und 3,44 % römisch-katholische Christen, 6,11 % waren konfessionslos. 5,34 % der Bevölkerung verweigerten die Auskunft zu ihrem Glaubensbekenntnis.

### Herkunft – Nationalität
Von den 261 Einwohnern Anfang 2005 waren 255 (= 97,70 %) Schweizer Bürger. Bei der letzten Volkszählung waren 99,24 % Schweizer Staatsangehörige, darunter zwei Doppelbürger. Je eine Person besass die deutsche und italienische Staatsbürgerschaft.

## Politik
Die Stimmenanteile der Parteien anlässlich der Nationalratswahl 2015 betrugen: SVP 62,2 %, BDP 9,9 %, EDU 8,4 %, EVP 6,6 %, SP 4,3 %, GPS 3,5 %, glp 2,9 %, CVP 1,3 %, FDP 0,8 %.

## Verkehr
Schwendibach ist durch die STI-Buslinie Thun–Teuffenthal ans Netz des öffentlichen Verkehrs angeschlossen. 
Der Ort liegt an einer Strasse, welche von Thun nach Teuffenthal führt. Nächstgelegener Autobahnanschluss ist Thun-Nord an der A6.